# Geraldo Cruz
Geraldo Leite da Cruz (Olho d'Água, 10 de setembro de 1954), mais conhecido como Geraldo Cruz, é um marceneiro e político brasileiro, filiado ao Partido dos Trabalhadores (PT).

## Trajetória
Geraldo Cruz chegou no estado de São Paulo no início da década de 1970. Marceneiro por profissão, Geraldo começou a sua militância social em Embu das Artes, onde chegou em 1976 e vive até hoje. 
Ingressou na vida pública a partir dos movimentos sociais populares, em especial pelas Comunidades Eclesiais de Base (CEBs), em Embu das Artes. Candidatou-se e elegeu-se vereador pela primeira vez em 1982. Reeleito em 1988, teve papel de destaque na elaboração da Lei Orgânica do Município. 
Em 1997, elegeu-se vereador pela terceira vez e denunciou o desvio de recursos na Câmara de Embu das Artes na chamada "farra dos congressos", que culminou, em 1999, com o afastamento de 18 dos 19 vereadores, permanecendo apenas ele.
Em 2000, elegeu-se prefeito de Embu. Reeleito em 2004, conquistou o 1º lugar nacional no Prêmio Sebrae Prefeito Empreendedor 2005-2006, o Prêmio Josué de Castro de Combate à Fome e à Desnutrição e o Prêmio Gestor Eficiente da Merenda Escolar .
Em 2010, foi eleito deputado estadual com 131.206 votos, sendo mais de 50% deles obtidos em Embu das Artes. Em 2014 foi reeleito deputado estadual com 60.103 votos.